# Cayo Ernesto Thaelmann
Cayo Ernesto Thaelmann är en obebodd ö vid Kubas sydkust som i juni 1972 fick sitt namn efter den tyske kommunistledaren Ernst Thälmann (1886–1944) i samband med ett statsbesök av den östtyske ledaren Erich Honecker. Ön hette tidigare Cayo Blanco del Sur ("Vita ön i söder") och ingår i ögruppen Cayos Blancos del Sur.